# لارس أندرسون (دراج)
لارس أندرسون هو دراج سويدي، ولد في 18 فبراير 1988.

## وصلات خارجية
- لارس أندرسون على موقع أرشيف الدراجات (الإنجليزية)
- لارس أندرسون على موقع إحصائيات الدراجات الإحترافية (الإنجليزية)